# Décès en avril 1944
Décès
- 1940
- 1941
- 1942
- 1943
- 1944
- 1945
- 1946
- 1947
- 1948

Pour une information complémentaire, voir la page d'aide.

| Date    | Nom           | Pays                 | Activités                 | Âge | Source |
| ------- | ------------- | -------------------- | ------------------------- | --- | ------ |
| 9 avril | Henri Cazalet | Drapeau de la France | Homme politique français. | 58  |        |